# Arvika Näringslivscentrum
Arvika Näringslivscentrum är en ekonomisk förening som bildades 1997 för att främja näringsliv och enskilda medborgare i västra Värmland. Samma år startade man ett EU-projekt vars syfte är att långsiktigt påverka sysselsättningen i västra Värmland utifrån näringslivets behov.
Arvika Näringslivscentrum har tagit över en nedlagd tobaksfabrik i Arvika, en fastighet på 18 000 m² som nu innehåller ett stort antal olika organisationer och företag, från enmans till företag med över 50 anställda. I lokalerna bedrivs även flera kvalificerade yrkesutbildningar.